# Disporella zurigneae
Disporella zurigneae är en mossdjursart som beskrevs av Alvarez 1992. Disporella zurigneae ingår i släktet Disporella och familjen Lichenoporidae. Inga underarter finns listade i Catalogue of Life.